# Marie Vladimirovna Ruská
Velkokněžna Marie Vladimirovna Ruská (občanským jménem Romanovová, rusky: Мария Владимировна Романова, romanizovaně: Maria Vladimirovna Romanova; * 23. prosince 1953, Madrid) je od roku 1992 nárokovatelkou titulu hlavy rodu Romanovců, ruské carské rodiny (která vládla jako carové a autokraté všech Rusů v letech 1613 až 1917). V mužské linii je pra-pravnučkou cara Alexandra II. Ruského. Ačkoli po celý život používala titul ruské velkokněžny a oslovení císařské Výsosti, její právo tak činit je sporné. Od smrti svého otce 21. dubna 1992 ji někteří její monarchističtí příznivci označovali jako Marii I., titulární „ruskou carevnu“, což je titul, na který si sama nečiní nárok.

## Život

### Narození
Narodila se v Madridu jako jediné dítě velkoknížete Vladimíra Kirilloviče Ruského, hlavy ruské carské rodiny a titulárního ruského cara, a princezny Leonidy Bagration-Mukhrani německého, polského, gruzínského a švédského původu. Její prarodiče z otcovy strany byli velkokníže Kirill Vladimirovič Ruský a velkokněžna Viktorie Fjodorovna (rozená princezna Viktorie Melita z Edinburghu a Sasko-Kobursko-Gothajská), jejímž prostřednictvím je pra-pravnučkou královny Viktorie. Jejím kmotrem byl velkokníže Andrej Vladimirovič Ruský, jehož zástupcem při křtu byl princ Mikuláš Rumunský, a její kmotrou byla královna Jana Bulharská.

### Vzdělání
Maria byla vzdělávána na Runnymede College v Madridu a Paříži. Následně studovala ruskou historii a literaturu na Oxfordské univerzitě.
Marie Vladimirovna žije v Madridu. Hovoří plynně rusky, anglicky, francouzsky a španělsky a také částečně německy, italsky a arabsky.
Dne 23. prosince 1969, kdy dosáhla své dynastické plnoletosti, přísahala přísahu loajality svému otci, Rusku, a že bude dodržovat základní ruské zákony, které upravovaly nástupnictví na zaniklý trůn. Ve stejné době vydal její otec kontroverzní dekret, kterým ji uznal za předpokládanou dědičku a prohlásil, že v případě, že zemře před jinými dynastickými muži Romanovců, se Marie stane „kurátorkou císařského trůnu“ až do smrti posledního mužského dynasty. To bylo považováno za pokus jejího otce zajistit, aby nástupnictví zůstalo v jeho větvi carské rodiny. Hlavy ostatních větví carské rodiny, princové Vsevolod Ivanovič z větve Konstantinovičů, Roman Petrovič z větve Nikolajevičů a princ Andrej Alexandrovič z větve Michajlovičů prohlásili, že činy jejího otce byly nezákonné. Vladimír Kirillovič, který zemřel v roce 1992, přežil všechny ostatní mužské romanovské dynasty a jeho dcera neměla příležitost převzít kurátorství.

## Sňatek
Dne 22. září 1976 se v chrámu svatého apoštola Ondřeje Prvozvaného a velkého mučedníka Demetria Soluňského v Madridu provdala za pruského prince Františka Viléma (pravoslavným jménem Michail Pavlovič). Jako hosté byli přítomni mj. španělský král Jan Karel I. a královna Sofie, Italský král Umberto II., bulharský král Simeon II., bulharská královna vdova Jana Savojská, egyptská královna Farida s dcerou, albánský král v exilu Leka I. Zogu s manželkou, rumunský princ Mikuláš s manželkou, hlava portugalské královské rodiny Eduard Pius z Braganzy), členové španělské královské rodiny, gruzínského královského domu, šlesvicko-holštýnského vévodského domu, oldenburského vévodského domu, vévodkyně Carmen Franco, představitelů ruské emigrace a dalších. Sňatku požehnal Biskupský synod Ruské pravoslavné církve v zahraničí.
Dne 13. března 1981 se manželům v Madridu narodil syn Georgij Michajlovič.
Dne 19. června 1985 se manželé rozvedli, František Vilém setrval u pravoslaví.
V roce 1989 po smrti Vasilije Alexandroviče, jediného mužského potomka Vladimira Kyrilloviče, se stala pretendentkou ruského trůnu a po smrti svého otce přijala titul hlavy ruského carského domu a svého syna Georgije jmenovala svým nástupcem.